# Collegio della Guastalla
Il collegio della Guastalla è una scuola privata paritaria, fondata nel 1557. La sede si trovava in origine a Milano, per poi essere spostata in viale Lombardia a Monza, ospitata dal 1935 nella Villa Pallavicini-Barbò.

## Storia
Il collegio venne fondato a Milano nel 1557 per volere della contessa di Guastalla Ludovica Torelli, trasferitasi da Guastalla, per accogliere ed educare le ragazze indigenti provenienti da famiglie nobili o civili. Il palazzo era ubicato nei pressi dei Navigli, attiguo al quale sorgevano i giardini della Guastalla. Nello stesso periodo la contessa fondò il convento delle Suore angeliche di San Paolo, grazie anche al sacerdote Antonio Maria Zaccaria.
Nel 1935 il collegio fu trasferito a Monza.
Nella cappella del collegio riposano le spoglie della fondatrice.